# Try Again
Singles de Aaliyah
I Don't Wanna
(2000) Come Back in One Piece
(2000)
Try Again est une chanson interprétée par la chanteuse de RnB Aaliyah en featuring avec Timbaland, écrite par Static Major et Timbaland, produite par ce dernier, enregistrée en 1999 et sortie en tant que single de la bande originale du film Roméo doit mourir le 15 mars 2000. C'est principalement avec ce titre qu'Aaliyah s'est fait connaître en France. Il s'agit en effet de son plus grand tube.
En France, c'est le titre le plus diffusé à la radio de l'année 2000. La chanson est classée en première position du Billboard Hot 100. La chanson est nommée au Grammy Awards. Elle reçoit généralement de bonnes critiques et deux MTV Video Music Awards pour la meilleure vidéo féminine et meilleure vidéo tirée d'un film.
Chris Brown enregistre en 2013 la chanson Don't Think They Know en featuring avec Aaliyah (alors décédée) dont les paroles proviennent de Try Again.

## Historique et sortie
Try Again est sortie en tant que deuxième single de la bande originale du film Roméo doit mourir et a été écrite spécialement pour le film. Elle utilise un synthétiseur Roland TB-303. Le refrain est une interpolation du célèbre proverbe de William Edward Hickson. Elle est composée de triolets. Le single est sorti à la radio alors que le single précédent d'Aaliyah, I Don't Wanna y était encore diffusé. Try Again a été l'un de ses plus grands succès dans les charts non seulement aux États-Unis mais en Europe. C'est la première chanson à se classer première du Billboard Hot 100 uniquement grâce à ses diffusions radio.
Au début de la chanson, Timbaland a adapté les paroles de la chanson I Know You Got Soul de Eric B. and Rakim de l'album Paid in Full en reprenant avec une légère modification les paroles : « It's been a long time, I shouldn't have left you without a dope beat to step to. »

## Représentations et reprises
Pendant la promotion du film et de la bande originale du film Roméo doit mourir, Aaliyah a interprété la chanson dans The Tonight Show avec Jay Leno, The Rosie O'Donnell Show, Top of the Pops et une émission spéciale Roméo doit mourir sur MTV de Total Request Live. Lors de ses concerts en 2000, la chanteuse RnB Patti LaBelle a interprété une reprise de la chanson. En janvier 2011, la vidéo de la performance avait plus de 2 000 visionnages sur YouTube. En 2003, le groupe de metal Knorkator a repris la chanson sur leur album Ich Hasse Musik, faisant une chanson metal industriel orchestrale. Une version lo-fi a été réalisée par le musicien danois Jesper Henriksen.
La chanson a été samplée par George Michael sur son single Freeek!.

## Clip vidéo
Le clip a été tourné aux Hollywood Center Studios début mars 2000. Il débute avec Jet Li entrant dans un hall plein de miroirs et Aaliyah arrivant en pantalon de cuir et soutien-gorge. Timbaland apparaît brièvement. La pièce est éclairée par un rayon de lumière au centre ressemblant à la lune brillant au-dessus de l'océan. Le making of de la vidéo est présent sur le DVD du film. Il a été réalisé par Wayne Isham, la chorégraphie étant signée Fatima Robinson. La salle aux miroirs est inspirée du film Opération Dragon avec Bruce Lee. Le clip s'est placé en 7e position du classement spécial de fin d'année de BET Notarized: Top 100 Videos of 2000 et 15e sur le classement Retro Top 20: 2000 de Channel V.

## Récompenses et nominations
Lors de la 43e cérémonie des Grammy Awards, Try Again a été nommée pour meilleure performance vocale R&B féminine. Elle a également été nommée pour deux Soul Train Music Award : meilleur single R'n'B/Soul féminin et meilleur clip vidéo R'n'B/Soul ou Rap. Le single a remporté deux MTV Video Music Awards de la meilleure vidéo féminine et meilleure vidéo tirée d'un film, elle a été nommée pour quatre prix au total.
La chanson a été classée 10e du sondage Pazz & Jop de The Village Voice de l'année 2000. En novembre 2002, le magazine NME a classé la chanson 93e de la liste des 100 meilleures chansons de tous les temps (Top 100 Tracks / Songs of All-Time). En décembre 2009, le magazine Rolling Stone a classé la chanson 86e de la liste des 100 meilleures chansons de la décennie (100 Best Songs of the Decade). Sur la liste du Billboard des meilleurs enregistrements des années 2000, la chanson a été placée 98e.

## Performance dans les hit-parades
Try Again est entrée dans le Billboard Hot 100 à la mi-mars 2000, atteignant la première place la semaine du 17 juin. Elle est restée dans le top 10 pendant quinze semaines et dans le top 100 pendant trente-trois semaines. Elle s'est également classée première du Billboard Hot 100 Airplay. Dans les charts de fin d'année, elle s'est classée 12e pour le Hot 100 et 18e pour le Hot R&B/Hip-Hop Songs. Dans le UK Singles Chart, elle est entrée en cinquième position. Elle est restée dans le top 75 pendant douze semaines. Elle a atteint la huitième place en Australie et s'est classée 51e dans le classement de fin d'année de l'ARIA.
En Allemagne, la chanson a atteint la cinquième place. restant dans le classement pendant vingt semaines. La chanson devient la 7e des plus grands succès de l'Allemagne en 2000. En France, la chanson a atteint le Top 30.

## Liste des pistes
- CD single

1. Try Again featuring Timbaland – 4:04
2. Try Again (Timbaland Remix) – 4:59
3. Try Again (D'Jam Hassan Remix) – 5:28
4. Try Again (Instrumental) – 4:43

- Promo single

1. Try Again (Album version) - 4:49
2. Try Again (Instrumental) - 4:43

## Classements et certifications
| Classement (2000-2007)                  | Meilleure position |
| --------------------------------------- | ------------------ |
| Allemagne (Media Control AG)            | 5                  |
| Australie (ARIA)                        | 8                  |
| Autriche (Ö3 Austria Top 40)            | 19                 |
| Belgique (Flandre Ultratop 50 Singles)  | 6                  |
| Belgique (Wallonie Ultratop 50 Singles) | 5                  |
| Pays-Bas (Nederlandse Top 40)           | 3                  |
| États-Unis (Hot 100)                    | 1                  |
| France (SNEP)                           | 26                 |
| Italie (FIMI)                           | 19                 |
| Nouvelle-Zélande (RMNZ)                 | 13                 |
| Norvège (VG-lista)                      | 5                  |
| Royaume-Uni (UK Singles Chart)          | 5                  |
| Suède (Sverigetopplistan)               | 15                 |
| Suisse (Schweizer Hitparade)            | 8                  |

| Classement (2000)        | Position |
| ------------------------ | -------- |
| Allemagne                | 51       |
| Australie                | 51       |
| États-Unis (Hot 100)     | 12       |
| États-Unis (R&B/Hip Hop) | 18       |

| Pays             | Certification |
| ---------------- | ------------- |
| Australie (ARIA) | Platine       |
| Allemagne (IFPI) | Or            |

## Historique de sortie
| Région      | Date            | Format          | Label               |
| ----------- | --------------- | --------------- | ------------------- |
| États-Unis  | 2 avril 2000    | Diffusion radio | Blackground, Virgin |
| Europe      | 15 mars 2000    | CD single       | Blackground         |
| États-Unis  | 27 juin 2000    | 12" single      | Blackground, Virgin |
| Canada      | 30 juin 2000    | CD single       | Blackground, Virgin |
| Royaume-Uni | 10 juillet 2000 | Cassette single | Blackground         |
| France      | 11 juillet 2000 | CD single       | Hostile             |
| Pays-Bas    | 8 août 2000     | CD single       | Blackground, Virgin |
| Royaume-Uni | 19 février 2001 | 12" single      | Blackground         |